# Tim Staffell
Tim John Staffell, född den 24 februari 1948 i Ealing i London, är en brittisk musiker. Staffell var sångare och basist i rockbandet Smile där även Brian May och Roger Taylor (som senare bildade bandet Queen) spelade. Han var även god vän med Freddie Mercury. Han lämnade Smile i början av 1970 och arbetade sedan i tv-branschen.
2001 återvände Tim Staffell till musiken och bildade bandet aMIGO tillsammans med Richard Lightman. Bandet spelade i albumet aMIGO med bland annat två nyinspelade Smile-låtar, "Earth" och "Doin' Alright", inspelad tillsammans med Brian May och Roger Taylor. Albumet Two Late utgavs 2009. Båda albumen utgavs som Tim Staffels soloalbum.